# Matek
Matek je priimek več znanih Slovencev:
- Blaž Matek (1852—1910), matematik, pisec učbenikov
- Leon Matek (*1965), kantavtor
- Martin Matek (1860—1930), teolog, filozof in pedegag
- Rok Matek (*1983?), igralec